# Nacionalna skupština Azerbajdžana
Nacionalna skupština Republike Azerbajdžan (azer. Azərbaycan Respublikasının Milli Məclisi) ili jednostavno Nacionalna skupština (azer. Milli Məclis) je jednodomno zakonodavno tijelo kojemu pripada zakonodavna vlast u Azerbajdžanu. Broji 125 zastupnika koji se na parlamentarnim izborima biraju na petogodišnji mandat. Zgrada Skupštine je u Bakuu.
Prvi saziv Skupštine okupljen je 12. studenoga 1995., istoga dana kada je referendumom usvojen Ustav Azerbajdžana, kojim je Skupština zamijenila dotadašnji Vrhovni sovjet Azerbajdžanske SSR. Povijesno, Skupština je sljednica Parlamenta Azerbajdžanske Demokratske Republike.
Trenutnu većinu u Skupštini ima stranka Novi Azerbajdžan, predsjednika Ilhama Alijeva. Trenutačna predsjednica Nacionalne skupštine je Sahiba Gafarova iz vladajuće stranke Novi Azerbajdžan.

## Uprava
| Saziv         | Predsjednik      | Prvi zamjenik   | Zamjenik          | Zamjenik           |
| ------------- | ---------------- | --------------- | ----------------- | ------------------ |
| 1995. – 2000. | Rasul Gulijev    | Arif Rahimzade  | Jašar Alijev      | —                  |
| 2000. – 2005. | Murtuz Aleskerov | Arif Rahimzade  | Zijafet Askerov   | Gövher Bahšalijeva |
| 2005. – 2010. | Oktaj Asadov     | Zijafet Askerov | Bahar Muradova    | Valeh Askerov      |
| 2010. – 2015. | Oktaj Asadov     | Zijafet Askerov | Bahar Muradova    | Valeh Askerov      |
| 2015. – 2020. | Oktaj Asadov     | Zijafet Askerov | Bahar Muradova    | Valeh Askerov      |
| 2020. – danas | Sahiba Gafarova  | Ali Husejinli   | Fazajil Ibrahimli | Adil Alijev        |

## Vanjske poveznice
- Službene stranice (azer.) (engl.) (rus.)